# خط طول 12° غرب
خط طول 12° غرب هو أحد خطوط الطول الجغرافية، والتي تمتد من القطب الشمالي الجغرافي إلى القطب الجنوبي الجغرافي، وحسب التحويل الزمني يتأخر خط طول 12° غرب عن خط غرينتش بـ48 دقيقة.

## من القطب إلى القطب
ينطلق خط طول 12° غرب من القطب الشمالي نحو القطب الجنوبي مرورا بالمناطق التي ترد في الجدول التالي:
| الإحداثيات                         | البلد أو الإقليم أو البحر          | ملاحظات                                                                                                 |
| ---------------------------------- | ---------------------------------- | --- |
| 90°0′N 12°0′W / 90.000°N 12.000°W  | المحيط المتجمد الشمالي             | |
| 81°37′N 12°0′W / 81.617°N 12.000°W | جرينلاند                           | |
| 81°18′N 12°0′W / 81.300°N 12.000°W | المحيط الأطلسي                     | |
| 28°7′N 12°0′W / 28.117°N 12.000°W  | المغرب                             | |
| 27°40′N 12°0′W / 27.667°N 12.000°W | الصحراء الغربية                    | تملكه المغرب و the الجمهورية العربية الصحراوية الديمقراطية                                              |
| 26°0′N 12°0′W / 26.000°N 12.000°W  | الصحراء الغربية / موريتانيا border | |
| 23°27′N 12°0′W / 23.450°N 12.000°W | موريتانيا                          | |
| 14°46′N 12°0′W / 14.767°N 12.000°W | مالي                               | |
| 14°12′N 12°0′W / 14.200°N 12.000°W | السنغال                            | لحوالي 13 km                                                                                            |
| 14°4′N 12°0′W / 14.067°N 12.000°W  | مالي                               | لحوالي 11 km                                                                                            |
| 13°58′N 12°0′W / 13.967°N 12.000°W | السنغال                            | |
| 13°46′N 12°0′W / 13.767°N 12.000°W | مالي                               | |
| 13°34′N 12°0′W / 13.567°N 12.000°W | السنغال                            | |
| 12°24′N 12°0′W / 12.400°N 12.000°W | غينيا                              | |
| 9°54′N 12°0′W / 9.900°N 12.000°W   | سيراليون                           | |
| 7°12′N 12°0′W / 7.200°N 12.000°W   | المحيط الأطلسي                     | مرورا بشرق the جزيرة تريستان دا كونا, إقليم سانت هيلانة وتوابعه (في 37°7′S 12°13′W / 37.117°S 12.217°W) |
| 60°0′S 12°0′W / 60.000°S 12.000°W  | المحيط الجنوبي                     | |
| 71°18′S 12°0′W / 71.300°S 12.000°W | القارة القطبية الجنوبية            | أرض الملكة مود, المطالب الإقليمية بالقارة القطبية الجنوبية by النرويج                                   |